# Hütschenhausen
Hütschenhausen là một đô thị ở huyện Kaiserslautern, bang Rheinland-Pfalz, phía tây nước Đức. Đô thị Hütschenhausen có diện tích 18,04 km².